# 加藤崇
加藤 崇（かとう たかし、1978年10月2日 - ）は、日本の実業家。AIよるインフラ劣化予測ソフトベンチャーのFRACTA（フラクタ）の創業者・現会長。
Whole Earth Foundation（WEF、全地球財団）を2020年12月に創設し、喫緊の社会課題である水道管インフラの老朽化対策に市民の力で解決を目指す取組みを思いつき、マンホールをはじめとした「シビックテック」の力で老朽化したインフラを総点検する活動を推進。
早稲田大学理工学部卒業後、東京三菱銀行（現三菱ＵＦＪ銀行）を経て、技術系ベンチャー企業社長などを歴任した後、ヒト型ロボットベンチャーのSCHAFTを共同創業。2013年同社を日本企業で初めてGoogleへ売却し、世界の注目を集めた。元スタンフォード大学客員研究員。アメリカ合衆国カリフォルニア州メンローパーク在住。

## 経歴

### 生い立ち
1978年東京都武蔵野市に生まれる。幼少期に父親が 事業に失敗し両親が離婚したため、母と姉の下で育つ。 姉は看護学校に行きながら准看護師として働き、加藤の学費を工面する.

### 大学時代
千葉県立東葛飾高校卒業後は早稲田大学理工学部に入学する。 大学3年時に、最愛の母を亡くす。「いつか母を楽にさせたい」と願っていたが、 それを果たすことは出来なかった。この出来事が、後の「力無き人たちのために役立つこと」 「社会や国の役に立つこと」への使命感に繋がる。

### 社会人時代
2001年に早稲田大学理工学部応用物理学科卒業。 大学卒業後、東京三菱銀行（現・三菱東京UFJ銀行）に入行。 不良債権問題で銀行が苦しむ中、債権回収に取り組む。そこで、業況の悪い会社を多く担当し、 目の前で倒産していく会社を何社も見ることになる。最終的には、不景気による業績悪化で 債権の回収が滞っていたパン屋の奥さんに泣かれたことをきっかけに、自身の人生を思い返し、 東京三菱銀行を退社する。その後、KPMG日本法人に転職し、企業再生に取り組む。いくつもの企業再生に取り組んだ後、経営を体系的に理解する必要性を感じ、 海外の大学院に行くことを決意する。これまでの全財産を投げ打って渡豪し、オーストラリア国立大学で 経営学修士号（MBA）を取得する。

### 帰国後
帰国後は東証マザーズ上場の小さな会社で、 役員として会社経営に取り組み、新規事業の立ち上げを任される。しかし、事業は打ち切りとなり、 20代後半で大きな挫折を味わう。その後、29歳で、従業員23名、売上3億7000万円の赤字ベンチャー企業の 再建を任され、黒字化に成功する。

### 会社設立
2011年に加藤崇事務所を設立する。複数の会社で顧問を担当し、2012年に東京大学で ヒト型ロボットの研究をしていた中西雄飛と浦田順一とともにSCHAFTを創業する。

### SHAFT売却
2013年7月18日Googleのアンディ・ルービンの前でデモを行う機会を得る。 そこで高い評価を受け、買収が決まる。4ヶ月後の11月18日には買収手続きが完了し、 GoogleXの傘下に入った。その際、Googleは傘下に入れたSCHAFTの情報を徹底的に遮断したという。 SCHAFTは2013年12月21日に行われたアメリカ国防総省の機関である国防高等研究計画局が主催する DARPAロボスティクス・チャレンジの予選で優勝し、その後はGoogleに引き取られる形で加藤の手から離れた。 このことから、加藤は「Googleに企業を売却した初めての日本人」として知られる。

### 現在
その2年後、テクノロジーで社会益を生むビジネスを真骨頂とする加藤は、次の舞台を水道管事業に移し、ビッグデータ＆AI（人工知能）を用いた水道管路劣化診断技術を提供するFRACTA（フラクタ）[5]を2015年6月にシリコンバレーで創業。地中を掘らずに水道管を「見える化」して水道管の交換投資の最適化を図るFRACTAのDX技術は、世界各国の喫緊な社会課題である水道管インフラの老朽化対策に貢献する画期的なソリューションとして、全米水道協会が選出する「AWWA Inovation Award 2022」を受賞。これまでに全米28州82社、日本では34事業体（2022年10月末現在）に導入され、劣化診断技術の精度の高さが注目されている。
多くのインフラが高度成長期に敷設される中、点検や更新が追いつかないこともあり、老朽化インフラ対策は一般市民にとっても重要な社会課題である。様々な水道事業者と向き合う中で、インフラの老朽化課題の認知拡大が重要であることを知り、インフラ崩壊を起こさない取組として、老朽化インフラの維持管理に一般市民の力を活用することができれば、課題解決につながる。また、より多くの人に参画いただくには、市民がインフラ老朽化について報告すると何かしらのインセンティブを得られる仕組みが重要と考え、クリプト、ブロックチェーンの仕組みを活用するしかけを思いつき、2020年12月にWhole Earth Foundation（WEF、全地球財団）を創設。まずは、ゲーミフィケーションを活用して、日常から楽しみながらインフラのデータを取り、データをインフラの維持管理に充て社会貢献できる仕組みを作った。まずは、全国1500万基以上あるといわれるマンホール画像収集から取り組みを開始し、社会貢献型位置情報ゲームアプリ「鉄とコンクリートの守り人（前身アプリ）」を活用し、参加者を多く募るためのイベント「マンホール聖戦」と合わせて展開。2021年8月の開始以来、これまでに173万枚以上（グローバル全体数、2022年11月末現在）のマンホール画像を獲得。いつでもどこでも好きなタイミングで、また、毎日でも一般市民が参加しやすい環境を整えるためにWeb３の仕組みを新たに取り入れた新アプリ「TEKKON」を2022年10月から提供開始。より多くの市民が参加により、インフラ保全削減・進化に貢献できると考え、Web３活用の市民参加型インフラ保全エコシステム構築を目指している。

## 人物
- 格闘技が好きで大学時代は柔道部に所属していた。現在の趣味はブラジリアン柔術とサーフィン[6]。
- コーヒーが好きで多いときは1日に6杯も飲むことがある[7]。コーヒー好きが高じて自らも東京都渋谷区にメンローパークコーヒーを開業した[8]。
- 読書が好きで高校生の頃から多くの本を読んでおり[9]、電子書籍より紙の書籍を好む。

## 書籍
- 未来を切り拓くための5ステップ―起業を目指す君たちへ―（新潮社  2014/4/18 ISBN 4103356111）
- 無敵の仕事術 君の人生をドラマチックに変える！（文藝春秋  2016/3/18 ISBN 4166610716）
- クレイジーで行こう！ グーグルとスタンフォードが認めた男、「水道管」に挑む（日経BP  2019/1/11 ISBN 4822289583）
- 水道を救え AIベンチャー「フラクタ」の挑戦（新潮社 2022/11/17）

## メディア掲載・出演
- 世界を動かす日本人50（『日経ビジネス』2019年2月1日号）
- 世界が尊敬する日本人100（『ニュースウィーク』2019年4月30日号）
- 『ハーバード・ビジネス・レビュー2019年8月号』の特集「ムーンショット」
- 日経スペシャル未来世紀ジパング（テレビ東京、2019年8月7日）
- CNBC×日本政府特設サイト（2019年11月）
- おはよう日本「水道管パニック ～救世主は“日本発”ベンチャー～」 （NHK、2020年1月22日）
- ニュースウオッチ9「相次ぐ水道管の事故  事業見直しをどう進めるか？」（NHK、2020年1月23日）
- TBS NEWS DIG「グーグルに会社を売った日本人が語る“クレイジーな人たちが世界を変える”」（2020年4月）
- WIRED「社会貢献のインセンティヴとしての仮想通貨と、思想としてのブロックチェーンの価値：加藤崇」（2022年4月9日）
- WIRED「「ゲーミフィケーション×暗号資産」でインフラ老朽化の課題解決に挑む：社会貢献型位置情報ゲーム「TEKKON」の挑戦」（2022年10月18日）